# Fællesbageriet i Horsens
|  | Denne artikel er oprettet af botten Steenthbot ud fra en ekstern database. Den kan derfor have sproglige fejl eller mangler. Denne skabelon kan fjernes efter kontrol af indholdet. |

Fællesbageriet i Horsens er en dansk dokumentarfilm fra 1926.

## Handling
Mel ankommer til Fællesbageriet. Melet bearbejdes. Dejen æltes, franskbrød slås op. Brødet køres i "raskskab". Bagningen og de færdige brød. Sigtedej æltes. Rugbrødsdej klippes ud. Brødet afstikkes. Bagningen. Brødkuske kører brødet bort i biler. Bageriets forretningsfører kontor. Bagerigården ved fyraftenstid. Optaget i sommeren 1926.